# オースティン・ギルグロニス
オースティン・ギルグロニス(Austin Gilgronis)は、かつてアメリカ合衆国のテキサス州ラウンドロックに存在したラグビーユニオンクラブ。2022年に解散した。

## 歴史
2017年、オースティン・エリートとして創設。翌2018年シーズンからメジャーリーグラグビーに加入。
2019年、瀧澤直が加入。
2020シーズンからオースティン・ギルグロニスに改称。
2022年、メジャーリーグラグビーの規約に違反したため解散。

## 歴代所属選手
- フアン・エチェベリア (ウルグアイ代表)
- 瀧澤直
- ライアン・ローレンス
- ロドリゴ・シルバ (ウルグアイ代表)
- アンドリュー・スニウラ(アメリカ代表)
- アンドレス・ビラセカ (ウルグアイ代表)
- ダニエル・ファレアファ (トンガ代表)
- ハンコ・ジャーミスハイス(アメリカ代表)
- ルイス・スタンフィル(アメリカ代表)
- ローランド・スニウラ(アメリカ代表)
- ウィルトン・レボロ(ブラジル代表)
- ペレ・カウリー (サモア代表)
- ウィル・マギー(アメリカ代表)
- カート・モラス (トンガ代表)
- ブライス・キャンベル(アメリカ代表)
- ジェフ・ハスラー (カナダ代表)
- ジョシュ・ラーセン (カナダ代表)
- ロスアイザック (ニュージーランド代表)
- マルセロ・トレアルバ (チリ代表)